# Trono de Boston

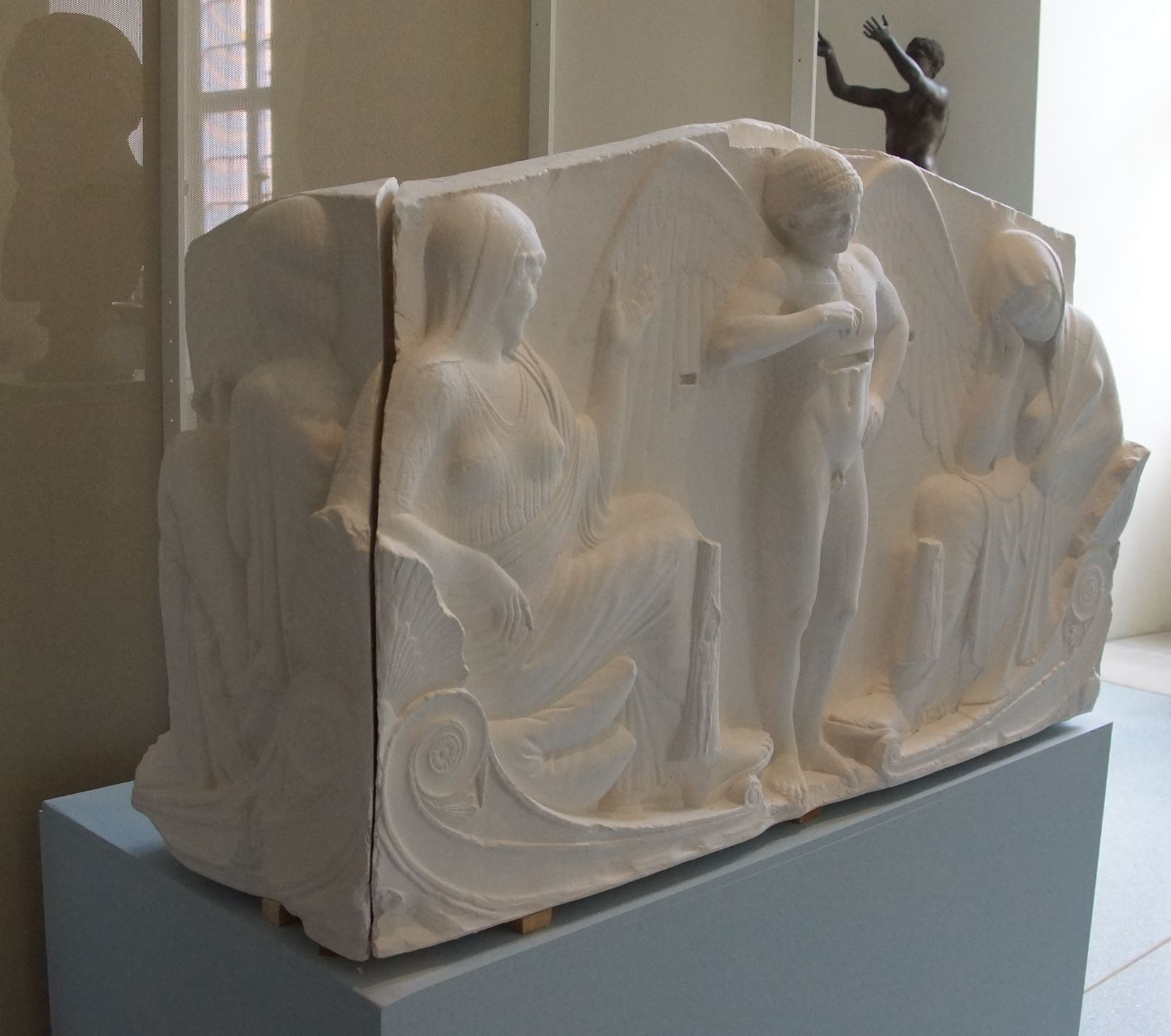
Molde de yeso del trono de Bostón exhibido en Tubinga.

El Trono de Boston es una escultura de mármol encontrada cerca del Trono Ludovisi en Italia. Su trabajo escultórico es poco común; sin embargo, guarda cierta semejanza con el Trono Ludovisi. Posiblemente esta escultura data de la Antigüedad clásica. Esta pieza escultórica apareció por vez primera en Roma en 1894, poco después del descubrimiento y venta en una subasta del Trono Ludivisi. En 1896 el trono fue adquirido por el coleccionista estadounidense Edward Perry Warren y en 1908 fue añadido a la colección del Museo de Bellas Artes de Boston.

## Descripción
El Trono de Boston está conformado por un cubo de mármol, tres de sus caras están esculpidas con relieves. En su cara principal aparece esculpido en la parte central un joven desnudo con alas, el cual sostiene en sus brazos una balanza. Cada uno de los platillos de la balanza contiene una pequeña figura de un joven, los cuales han sido interpretados como prisioneros atados. La figura central aparece en medio de dos mujeres que llevan túnicas jónicas y mantos, y que están sentadas sobre unas sillas decoradas con roleos y antemiones observando la escena central.
La composición ha sido interpretada como una escena de psicostasia (también kerostasia o el ritual del pesado de almas) y las figuras representadas han sido identificadas con Eros, Perséfone y Afrodita o Eros, Venus y Juno. Los dos paneles más cortos o caras laterales también tienen figuras esculpidas las cuales representan: una anciana en duelo (posiblemente la vejez) y en la otra un niño tocando una lira (posiblemente la juventud), sin que esté claro su significado.

## Autenticidad
Se cree que el Trono Ludovisi pertenece al siglo V a. C. y es de origen griego. Por el contrario, el Trono de Boston parece ser una versión romana creada posteriormente para decorar los Jardines de Salustio y que pertenece posiblemente al siglo I a. C. Algunos arqueólogos como Marguerita Guarducci han declarado que es una falsificación, no obstante, todavía existen un grupo de científicos que lo consideran genuino. Las pruebas científicas para identificar la antigüedad de las esculturas de mármol generalmente son poco confiables por lo que aún no se ha encontrado una prueba para justificar su autenticidad.